# José Roca y Roca
José Roca y Roca (Tarrasa, 1848-Barcelona, 1924) fue un periodista, escritor y político español.

## Biografía
Nacido en la localidad catalana de Tarrasa en 1848, el día 12 de julio, desde temprana edad se dedicó al periodismo. Roca, que fue uno de los fundadores de la Jove Catalunya, dirigió los semanarios satíricos La Campana de Gracia y L'Esquella de la Torratxa, colaborando también con publicaciones como Gaceta de Cataluña, Lo Gay Saber, La Renaixensa y La Vanguardia. En 1908 fundó La Campana Catalana, que sin embargo tuvo una cortísima existencia.
Persona de convicciones republicanas, llegó a intervenir en política. Si bien fue un simpatizante inicial de Alejandro Lerroux, tiempo después acabaría enemistándose con él. Miembro de la Unión Republicana, llegaría a formar parte del Comité ejecutivo de Solidaridad Catalana.
Falleció en Barcelona en 1924, el 15 de diciembre. Contrajo matrimonio primero con Dolores Homs y, tras enviudar, en segundas nupcias, con Dolores Roca. Usó el seudónimo «P. K.» en La Campana de Gracia.